# منوچهر شجاع
منوچهر شجاع (زاده ۱۳۴۷ در تهران)، طراح صحنه اهل ایران است. وی که فارغ‌التحصیل کارشناسی نمایش با گرایش طراحی صحنه از دانشکده هنرهای زیبا، دانشگاه تهران در سال ۱۳۷۵ است؛ فعالیت خود را با بازی در نمایش «گشنگی و عروسک» به کارگردانی شکوفه ماسوری در سال ۱۳۷۳ آغاز کرد. او جایزه اول بازیگری را از جشنواره بانوان برای بازی در نمایش «وصیت‌نامه» به کارگردانی شکوفه ماسوری، دریافت کرد.
شجاع در سی‌ویکمین جشنواره بین‌المللی تئاتر فجر برای طراحی صحنه نمایش «هملت»، جایزهٔ برگزیدهٔ بخش بین‌الملل را به دست آورد. همچنین از وی در سی و دومین جشنواره تئاتر فجر برای طراحی صحنه نمایش «سه جلسه تراپی و یک مهمانی» تقدیر شد.
در اولین دورهٔ «مدال خورشیدی» که توسط آکادمی طراحان صحنه سینما و تئاتر برگزار شد، از میان کاندیداهای دریافت «مدال خورشیدی» در عرصه طراحی صحنه تئاتر، این نشان به منوچهر شجاع تعلق گرفت.